# Portage—Interlake
Pour les articles homonymes, voir Portage.
Portage—Interlake fut une circonscription électorale fédérale du Manitoba, représentée de 1988 à 1997.
La circonscription de Portage—Interlake a été créée en 1987 avec des parties de Lisgar, Portage—Marquette et Selkirk—Interlake. Abolie en 1996, elle fut redistribuée parmi Portage—Lisgar et Selkirk—Interlake.

## Géographie
En 1987, la circonscription de Portage—Interlake la partie de la province du Manitoba située au sud du lac Winnipeg.

## Députés
1. 1988-1993 — Felix Holtmann, PC
2. 1993-1997 — Jon Gerrard, PLC

- PC = Parti progressiste-conservateur
- PLC = Parti libéral du Canada